# Kalkovo
Kalkovo (en macédonien Калково) est un village du sud-est de la Macédoine du Nord, situé dans la municipalité de Valandovo. 